# شارع مصر والسودان
شارع مصر والسودان شارع تاريخي رئيسي بحي حدائق القبة بالقاهرة ، يربط بين قصر القبة الجمهوري وميدان كوبري القبة شمالاً، ويمتد جنوباً باسم شارع احمد سعيد ليصل إلى طريق النصر الأوتوستراد ومحور الفردوس الجديد. وتنتشر في جواره ثلاث محطات مترو أنفاق: كوبري القبة ومنشية الصدر والدمرداش.
وهو شارع تاريخي، اسمه القديم شارع مَلك مصر والسودان، به مجموعة كبيرة من قصور القاهرة التاريخية ذات الطابع المعماري الأوروبي.
هُدم بعض هذه القصور في السنوات الأخيرة لبناء أبراج سكنية وتجارية فأصبح الشارع التاريخي تجارياً بامتيار به العديد من فروع الشركات التجارية العالمية والبنوك.

## أهم المعالم
- قصر القبة الجمهوري
- إدارة مرور حدائق القبة
- مدرسة النقراشي الإعدادية للبنبن
- مدرسة القبة القومية
- مدرسة احمد ماهر التجريبية
- مسجد قبة يشبك.
- مسجد عين الحياة (مسجد الشيخ كشك).
- مسجد الشيخ صديق المنشاوى
- استديو جلال
- مكتب بريد دير الملاك
- نفق مصر والسودان
- بنك مصر فرع حدائق القبة
- البنك الأهلي المصري فرع حدائق القبة
- كاتدرائية القديس مرقس بالعباسية على بعد خطوات من نفق مصر والسودان

## أهم الشوارع الفرعية والمتقاطعة
- شارع المطرية
- شارع ولي العهد ( تيمنا بالاسم القديم للشارع الرئيسي شارع ملك مصر والسودان)
- شارع ترعة الجيل
- شارع الدويدار
- شارع الشيخ العناني
- شارع أحمد شفيق
- شارع أحمد بسيوني